# 凯瑟琳·考思

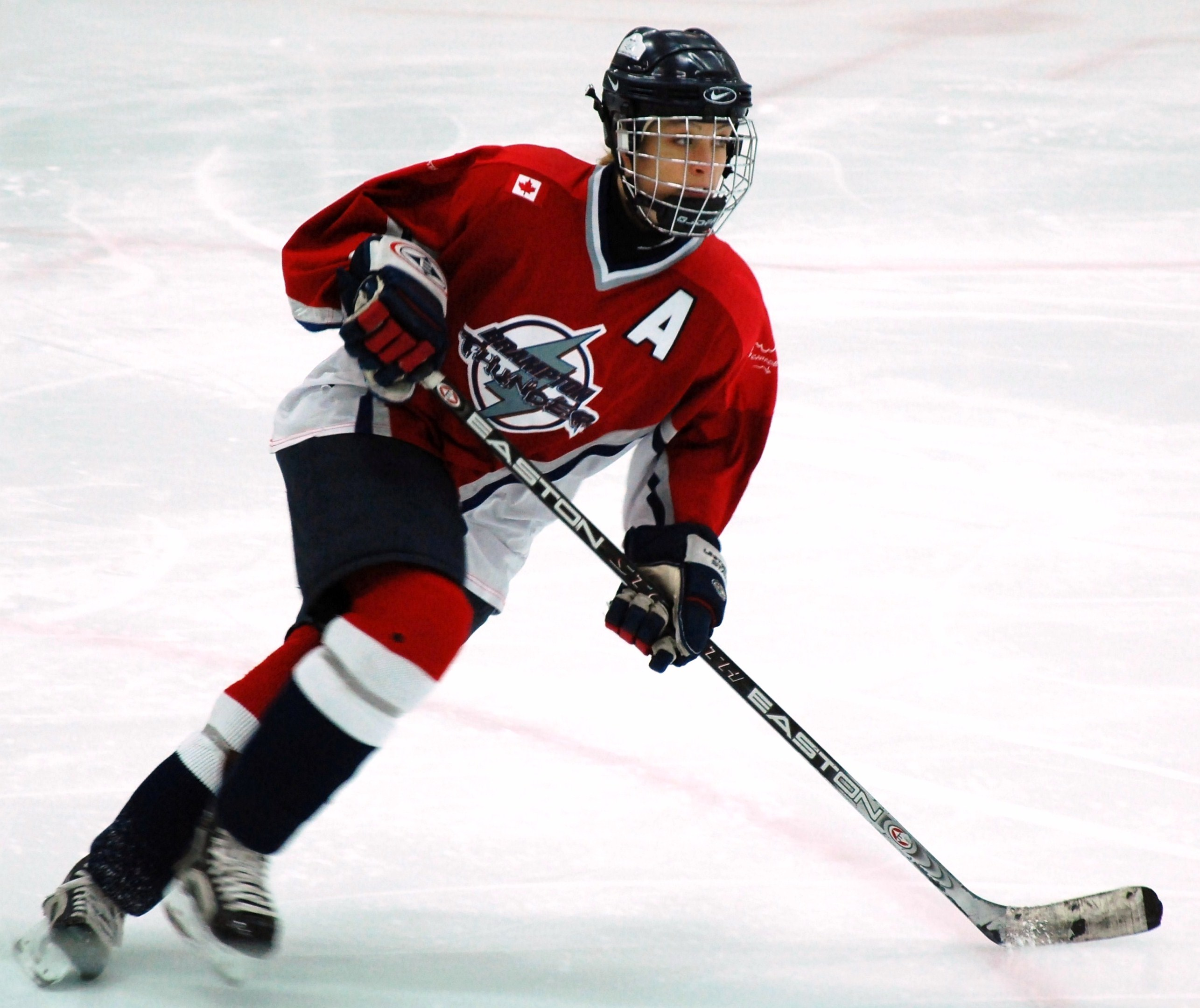
凯瑟琳·考思

凯瑟琳·考思（英語：Kathleen Kauth，1979年3月28日—），美国女子冰球运动员，场上位置是前锋。她曾代表美国国家队参加2006年冬季奥林匹克运动会冰球比赛，获得一枚铜牌。